# Can Llimona
Can Llimona és una masia ubicada a les planes agrícoles al nord del nucli urbà d'Olesa de Montserrat. Segons els documents notarials del segle xiii trobats a l'Arxiu Històric Municipal d'Olesa de Montserrat, antigament aquest mas rebia el nom de Can Llimona Sobirana. Actualment està en règim de masoveria envoltat d'oliveres de varietat Palomar (varietat local). També s'hi troba una bassa adjunta que prové del sobreeixidor de la Font dels Encantats. Antigament l'antic camí que accedia a les vinyes circumdants passa per costat del mas, però al llarg dels anys el camí es va desviar uns metres. És una obra protegida com a Bé Cultural d'Interès Local.

## Descripció
Masia de planta basilical, amb planta baixa més un pis, amb golfes a la part central, obertes en forma de grans finestrals. La coberta és a dues vessants, amb el carener perpendicular a la façana principal.
La façana principal té cossos adossats de planta baixa que formen un pati d'accés, en destaca un portal adovellat, amb les dovelles emblanquinades. Els murs són arrebossats. A la façana sud sobresurt un porxo. La part nord és producte d'una reforma que es va fer després de les riuades de l'any 1962. La composició d'aquesta façana posterior marca quatre franges verticals amb grans obertures rectangulars.
Aquesta és l'única masia d'Olesa de la qual es té constància que hi ha enteixinats, concretament al menjador i en dues cambres del primer pis. Aquestes són rectangulars, qualificades dins del tipus I i del tipus II i estan datats a principis del segle xvii.

### Enteixinats
El Centre Muntanyenc i de Recerques Olesà (CMRO) té en curs un exhaustiu estudi sobre un conjunt d'enteixinats de guix que s'han localitzat en algunes cases de la vila.
La majoria es poden datar a començaments del segle xvii, encara que alguns pertanyen al segle xvi. Segons l'estudi, s'han establert sis tipologies diferents basant-se en les mides i tipus de format de cadascun dels elements, i per a cada tipologia s'han identificat els diferents motius decoratius: una cinquantena en total. Els motius decoratius són variats, alguns de més populars, i altres que incorporen una clara influència renaixentista o barroca. Segons sembla, aquesta solució constructiva va imposar-se durant un període relativament breu, seguint uns patrons força estandarditzats, però presentava alguns inconvenients i posteriorment fou substituïda per altres sistemes més pràctics.
Els enteixinats de Can Llimona els trobem situats a l'estatge-menjador del primer pis i en dues cambres del primer pis es conserven enteixinats rectangulars, de 38 x 50 cm aprox., i en el fris de 38 x16cm.(tipus I) i de rectangulars, de 35 x 58 cm.(tipus II), disposats entre bigues de fusta de talla de 9 cm.
Dins del tipus I existeixen els següents models decoratius: 1, 2, 3, 4, 5, 12 i 13. És a dir: aus amb l'arbre de la vida, espina de peix, inscripció "Paula Sasaya", espina de peix amb signes i inscripció "JHS, Maria Virgo", trenat a rombes i inscripció "COLDELEZ". Dins del tipus II hi ha els següents: 15,16,17,18, 19 i 20. És a dir: centaure amb castell, matança del drac, coloms i gerro, motius florals, trenat d'hexàgons i pastor amb ramat.

## Història
La masia ja consta en documentació del segle xii. Hi ha constància que al segle xiv els Llimona, propietaris del mas, ja produïen oli. L'any 1495 Joan Llimona era el propietari del mas, anomenat de la Llimona Subirana. L'any 1534 ja hi ha notícies d'una premsa d'oli. Dos anys més tard l'amo de la casa era Lluís Duran, àlies Tauponeres, el qual s'havia casat amb la pubilla Joana Llimona.
Al segle xvii s'hi hauria fet una reforma important, amb millora de l'estructura i dels interiors. En aquesta època es van construir els enteixinats. L'any 1762 consta un tal Pau Llimona. Cal dir que el cognom Llimona és un dels més antics de la vila i ja està documentat al segle xiv. La família Llimona, entre els segles xvi i xvii, era propietària de diferents masos, entre els quals destaca la masia de can Singla, anomenada en aquesta època can Llimona Jussana. Més tard, les terres de can Llimona foren adquirides per la família Casas.
L'any 1860 ja consta com a propietari Pablo Casas, i el 1910 és Salvador Casas. Aquest any el mas tenia una extensió de 27 ha i hi vivien 7 persones. Després de les riuades de l'any 1962 es van haver de fer noves reformes i es construí la bassa nova.

## Planes agrícoles de Can Llimona

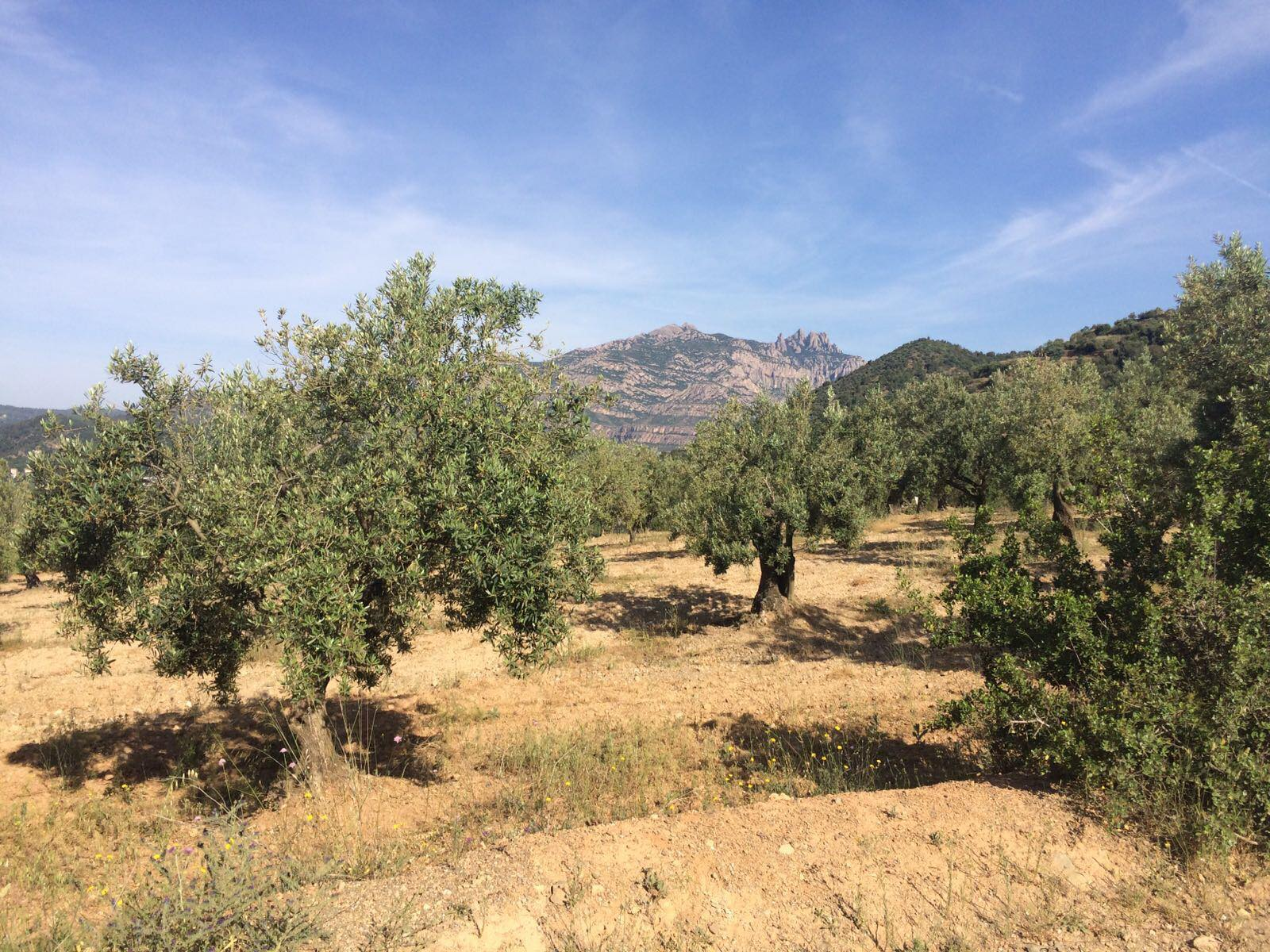
Oliveres de varietat Palomar amb vistes a Montserrat

Les planes agrícoles de Can Llimona és una gran plana ubicada al nord del nucli antic d'Olesa de Montserrat amb una superfície superior a 100 ha.. L'element que dona nom a aquesta plana agrícola és la masia de Can Llimona que actualment està en règim de masoveria. El conreu principal és l'olivera de varietat Palomar, tot i que podem trobar finques que es combina amb arbres fruiters i també podem trobar una hectàrea que es cultiva vinya.
Aquesta plana està delimitada al sud amb el nucli antic de la vila, a la dreta per la urbanització de la Balconada, al nord amb el Turó de l'Oromir i les muntanyes del nord del municipi i a l'esquerra amb la urbanització de les Planes.
Actualment és l'indret d'origen i alhora principal de producció de l'oli d'Olesa. Actualment però el conreu dedicat a l'oli està en declivi per la manca de relleu generacional. Gran part dels productors d'oli d'aquesta regió porten a moldre'l al Molí d'Oli de la Fundació Agrícola Olesana o bé a altres molins dels municipis veïns com a Can Paloma a Esparreguera. En aquesta regió també hi podem trobar un parell de barraques olesanes.

### Origen geomorfològic

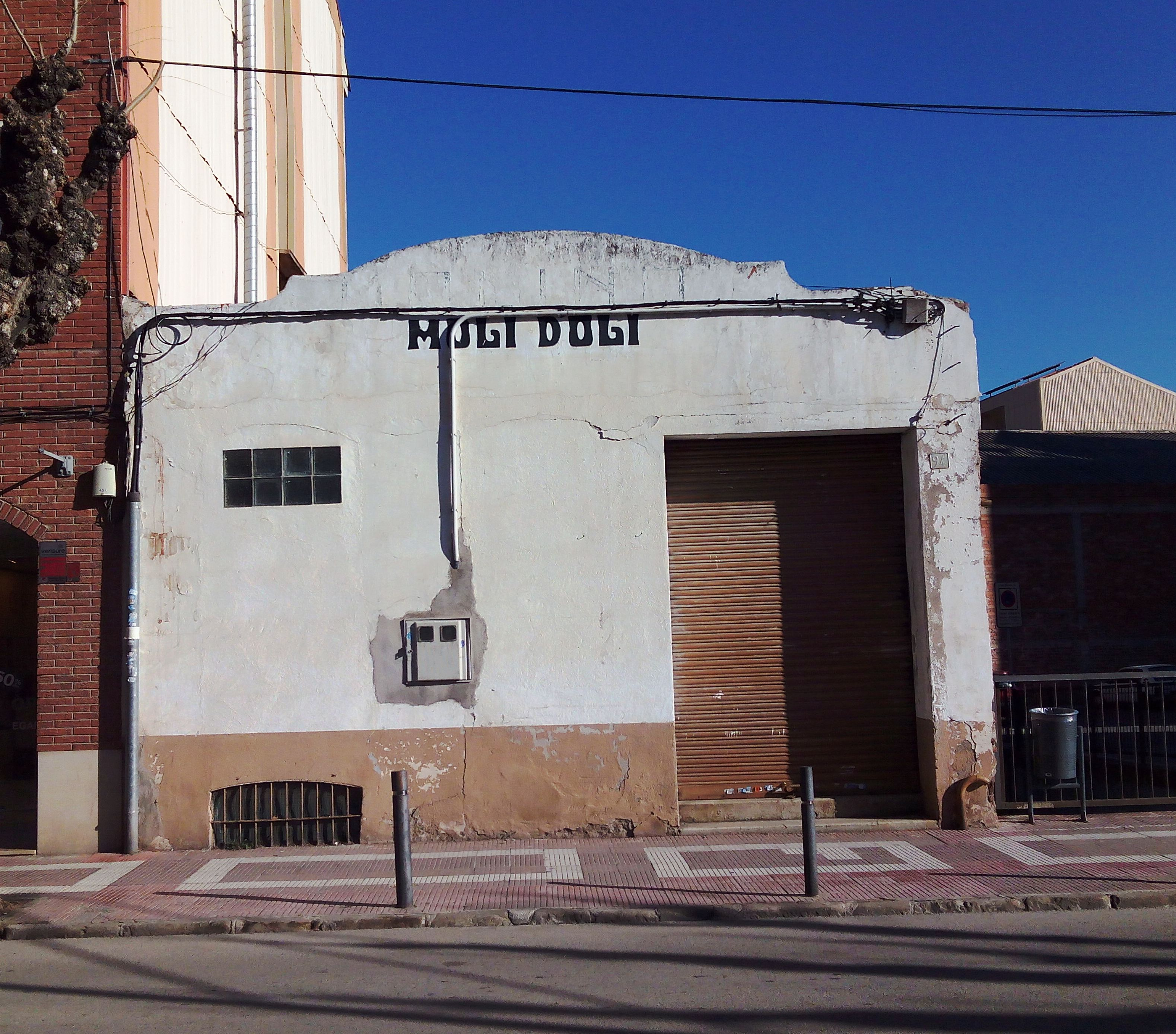
Façana sud del molí d'oli d'Olesa de Montserrat

Aquesta gran plana va començar a formar-se durant el Cenozoic fa uns 30 milions d'anys. És fruit de l'acumulació i transport de sediments al·luvials de les muntanyes de la part nord del terme municipal.
Hi trobem la presència de dos torrents principals que vertebren aquesta plana com són el torrent de l'Oromir o de Can Llimona, a la part oest, que prové del torrent on hi ha la Font dels Encantats i del torrent de les Comes, a l'est, que neix a les proximitats del Pla de la Mata. Ambdues rieres penetren a l'interior del poble travessant-lo fins a la desembocadura al riu Llobregat.